# ボンバーマンワールド (PlayStation)
『ボンバーマンワールド』は1998年1月29日にハドソンから発売されたPlayStation用アクションゲーム。PlayStationのボンバーマンシリーズ第1作目にあたる。
ディレクターはボンバーマンシリーズプロデューサーの藤原茂樹。キャラクターデザインはボンバーマンシリーズ美術監督の水野祥司。音楽はこれまでサウンドプログラマーや編曲担当としてシリーズに関わってきた山本裕直とシリーズ楽曲を多く手掛けている竹間淳が担当している。

## 概要
宇宙の平和を守るために「バグラー」とバグラー率いる4人の「ダークフォースボンバー」に立ち向かう面クリア型の1人用モード『ノーマルゲーム』。新要素として「高さを意識した階層構造を持つバトルステージ」を取り入れた、シリーズお馴染みの対戦モード『バトルゲーム』。いかに効率よく敵キャラを倒しスムーズにクリアできるかを競う1人用モード『チャレンジゲーム』の3つのゲームモードが収録されている。
ステージ上の配置に少し角度が付いているのも本作の特徴である。また、ステージによっては高さを意識したトラップが登場する。
発売中止になったバーチャルボーイ用ソフト『バーチャルボンバーマン』からゴッドボンバーやアーマーといったキャラクターを流用しているが、一部キャラクターはデザインを変更している。

## ストーリー
その昔、悪の錬金術師ダークボンバーに従い世界を暗黒に変えようとした4人の「ダークフォースボンバー」が存在した。先人たちは力をあわせて4人のダークフォースボンバーたちをブルークリスタルへ封印し、世界に平和を取り戻した。ところが数百年の時を経たある日、別の時空より現れたバグラーがブルークリスタルを破壊し、ダークフォースボンバーの封印を解いてしまった。封印を解かれた「アースボンバー」「サイクロンボンバー」「ファイアーボンバー」「アクアボンバー」の4人はバグラーの手先となり、4つの世界、「地」「風」「火」「水」と「闇」の星を支配し始めた。一方、モリモリスターの怪しげな光を見つけたボンバーマンは一人モリモリスターに降り立った。悪の限りを尽くす宿敵バグラーを倒すため、ボンバーマンは再び立ち上がった。

## ノーマルゲーム

### ゲームのルール
ボンバーマンを操作し、数々のエリアをクリアしていく。全5ワールドで、ひとつのワールドにつき3つの通常エリア、「ダークフォースボンバー」が待ち受けるライバル面、そして各ワールドのライバルが操る巨大なボスキャラと対決する最終エリアの5つが待ちうけている。
本作では一度クリアした通常エリアは自由にプレイできるようになっている。出現アイテムが決まっているため、特定のアイテムを取りに以前のエリアに戻る、といったことも可能。ただし、各ワールドのライバルやボスとは1度しか戦えない。
通常エリアではエリア内のすべての敵を倒す必要はなく、エリアに点在する「クリスタル」をすべて集めると、ゴールに入ることができるようになる。なお、一度クリアしたエリアでもクリアするには再び全てのクリスタルを集める必要がある。また、ゴールの門に爆風を当てても敵が復活することはない。
爆弾の爆風に当たる、敵や攻撃トラップに触れる等でミスとなり、残機が減りそのエリアの最初からやり直しとなる。さらにファイアーアップ・ボムアップ・スピードアップ以外のアイテムの効果がなくなってしまう。残機がなくなるとゲームオーバー。コンティニューができるほか、メモリーカードへのクリア状況の保存や、ゲームの再開に必要なパスワードを見ることができる。メモリーカード内のデータのロードや、パスワードを入力することで、続きから遊ぶことができる。ただし装備はすべてなくなる。残機は1UPアイテムを取るか、スコア（得点）が一定値以上になるごとに増える。また、ボス戦にも時間制限が設定されている。

### ワールド（惑星）
全部で5つのワールドがある。ブラックスターは各4つのワールドをクリアすると出現。

#### ワールド1 モリモリスター
- 特徴：自然豊かで、アースボンバーが封印されていた惑星。地の星。
- ライバル：アースボンバー
- ボス：トレント

#### ワールド2 ヒューヒュースター
- 特徴：砂漠が多い所が特徴だが、舞台は地上ではなく空中で行われる。サイクロンボンバーが封印されていた惑星。風の星。
- ライバル：サイクロンボンバー
- ボス：バッサリー

#### ワールド3 アチアチスター
- 特徴：トロッコや溶岩などがある。落とし穴があるので注意。ファイアーボンバーが封印された惑星である。火の星。
- ライバル：ファイアーボンバー
- ボス：ガンゴロン

#### ワールド4 ブクブクスター
- 特徴：海中が舞台。水圧のトラップやクレーンも出現する。アクアボンバーが封印されていた惑星。水の星。
- ライバル：アクアボンバー
- ボス：イカリンガー

#### ワールド5 ブラックスター
- 特徴：星の色は黒で、機械トラップが多い事が特徴。コンピューターに守られたバグラーの要塞ともいえる。闇の星。
- ライバル：バグラー
- ボス：ゴッドヘッダー、ゴッドボンバー

### アーマー（乗り物キャラ）
今回の乗り物キャラは各ワールドのエリア4でダークフォースボンバーが搭乗して出てくるが、倒した後に乗れるようになり、直後にスタートする各ワールドのエリア5でもアーマーを使用できる。アーマーには通常攻撃と特殊攻撃の2つの能力がある。通常攻撃はR1ボタンを押すと発動し、特殊攻撃はR1ボタンをボンバーマンが点滅するまで押し続け、ボタンを離すと発動する。
ティーボ
モリモリスターで登場するウサギに似た生物形アーマー。
- 通常攻撃 - ブロックを飛び越える事ができる。
- 特殊攻撃 - 画面上の爆弾を爆破し、敵の動きを一定時間止める溜めジャンプ。

ランチャアーマー
ヒューヒュースターで登場する二足歩行型のメカ系のアーマー。
- 通常攻撃 - 前方に爆弾を2つ発射する。爆弾は着弾と同時に爆発する。
- 特殊攻撃 - 4つの爆弾を同時発射する。

にゃんじろう
アチアチスターに登場する猫型の生物系のアーマー。
- 通常攻撃 - 爆弾を放射状に4つ発射する。
- 特殊攻撃 - 爆弾を放射状に8つ発射する。

リック
ブクブクスターに登場するピンク色のイルカの生物系のアーマー。
- 通常攻撃 - ダッシュで移動速度が速くなる。R1ボタンを連射することでさらに速くなる。
- 特殊攻撃 - 持っている爆弾を前方に並べて設置できる。「ラインボム」と同じ効果。

ロックオンアーマー
ブラックスターに登場するメカ系のアーマー。爆弾を一つ飛ばす。さらに爆弾の火力が最大になる。
- 通常攻撃 - 敵に照準を合わせてロックオンして爆弾を発射できる。
- 特殊攻撃 - 爆弾の火力が最大になる。

## バトルゲーム
通常のバトルロイヤルモードと細かいルール設定が可能なマニアックモードの2つがある。

### ルール設定
COM LEVEL
コンピュータが操作するキャラクターの強さを設定できる。よわい/ふつう/つよい。
BATTLE
対戦を行って何回勝利した人が優勝になるかを設定できる。1～5。
TIME
一回の対戦の制限時間を設定できる。1～5分、∞（無制限）。
サドンデス
プレッシャーブロックを最後まで降らせるかを設定できる。ON/OFF。
みそボン
対戦中に先にやられたプレイヤーが、プレッシャーブロックが落ちてくる直前までステージの外周から爆弾を投げ入れ攻撃できるようにするかを設定できる。スーパーにすると、みそボンが他のプレイヤーを倒した際に復活することが可能。ON/OFF/スーパー。
スパークボンバー
シングルマッチの優勝者が、次の対戦開始時にアイテムを装備した状態でスタートできる。アイテムの種類はミニゲームの結果で決定する。ON/OFF。ミニゲーム内容については#スパークボンバーを参照。

### キャラクター
今回の対戦には『ボンバーマンウォーズ』に登場する7種類のキャラクターを使うことができる。又今作ではボンバーマン以外のキャラは体色が変化しない。
ボンバーマン（1P/白ボン、2P/黒ボン、3P/赤ボン、4P/青ボン、5P/緑ボン）
ボンバーヒーロー
相手を見つけるとところ構わず攻撃してくる。攻撃的な戦士ボンバー。
ボンバーニンジャ
爆弾投げを多用して相手の技を封じ込める技を使用する忍者ボンバー。
ボンバーアキンド
とにかくアイテムを集めることに専念している商人ボンバー。
ボンバーモンク
とにかく派手な攻撃を仕掛けてくる。キックが得意な武道家ボンバー。
ボンバーウィッチ
自分からドクロを取りに行ったりするなど気まぐれな行動ばかりする魔女ボンバー。
ボンバービショップ
画面をウロウロする気まぐれな行動が特徴な僧侶ボンバー。
ボンバーフェアリー
普段は目立たないが、窮地に追い込まれると意外な力を発揮する妖精ボンバー。

### ステージ
今作のバトルステージは通常の構造のバトルステージの他に、高さを意識した階層構造を持つバトルステージも存在し、立体的なバトルが楽しめる。バトルロイヤルモードではステージを自由に選択できるが、マニアックモードでは「スタンダード」に固定されている。
STAGE 1 スタンダード
実力が勝敗を左右する仕掛けの一切ない普通のステージ。
STAGE 2 クルクルキャンディ
回転扉のステージ。障害物がない状態で扉の丸い部分を押すと扉が90度回転する。
STAGE 3 ジャングルトンネル
草木でものが隠されて見えづらいエリアがあるステージ。草木のしたに置かれた爆弾は火力が最大になる。キックした爆弾の方向を変える矢印のトラップもある。
STAGE 4 コロコロボン
1階から2階に通じ穴があり、穴の上に爆弾を設置することで別の階に爆弾を送れる。プレイヤーも穴を通じて階の行き来が可能。
STAGE 5 ゴーゴートロッコ
ステージ内のトロッコに乗るとブロックを押し退けて進むことができる。走行中のトロッコに接触したプレイヤーはミスになる。
STAGE 6 ツルツルドカン
一度通るとひびが割れ、もう一度通ると穴が開いて通行不能になる床があるステージ。ワープホールで1階と2階を行き来できる。
STAGE 7 カラクリドカン
1階のダクトから2階のダクトに爆風を送れるステージ。ジャンプ台で階を移動できる。
STAGE 8 ノロノロビューン
数字の標識を通過すると移動速度が変わるステージ。ビックリマークに触れると2秒間動けなくなる。
STAGE 9 サラサラワープ
ステージ中央のスイッチで向きを変えられる流砂のベルトコンベアが爆弾を運ぶステージ。
STAGE 10 シーソーパーク
シーソーに乗ると、反対側に乗っているボンバーマンや爆弾を飛ばすことができるステージ。
STAGE 11 ブクブクボン（隠れステージ）
あいだを通過すると流される海流と吹き飛ばされる噴水が登場するステージ。
STAGE 12 ボムショック（隠れステージ）
炎が当たると全体が炎が吹き上げ大爆発する導火線と爆風が当たると誘爆するボムボックスが登場するステージ。

### スパークボンバー
バトルロイヤルモードのシングルマッチか、マニアックモードの勝者が挑戦できるミニゲーム。ボンバーマンを外壁に触れないように右方向に移動させてゴールを目指す。右に一定距離進むことでアイテムが変化し、タイムアウト（時間切れ）または外壁に触れた時点のアイテムを取得することができ、無事にゴールまでたどり着いた場合は、アイテム「ハート」を取得できる。取得したアイテムは次のバトル開始の時に初めから装備した状態でプレイすることができる。

## チャレンジゲーム
1人用ゲーム。2分モードか5分モードのどちらかを選び、いかに効率よく敵キャラを倒しスムーズにクリアできるかを競うゲームモード。データをセーブすることができない。

### タイプ
このゲームモードではボンバーマンが最初から装備できるアイテムを3種類の組み合わせから選ぶことができる。
タイプ1
パワーグローブ、ファイアーアップ×2、ボムキック
タイプ2
リモコン、フルファイアー、壁通過
タイプ3
ラインボム、スピードアップ×3、ボムアップ×2

### 認定画面
ゲーム終了後に出る認定画面で、プレイヤーが獲得した得点が表示され、プレイヤーの腕前を評価したボンバーレベル(ボバる度)が発表される。

## 敵キャラクター

### ワールド1（モリモリスター）
パクパク
緑色のヘビ。目の前に爆弾があると食べてしまう。爆弾を食べると動きが遅くなる。
コング
木に登ってバナナを投げてくる猿。爆風を登っている木に当てることで地上に落とすことができる。
モグモグ
メガネをかけているモグラ。時々地中に潜る。
モーモ
ウシ。ボンバーマンを見つけると勢いをつけて突進してくる。
アルマジロング
アルマジロ。丸まってボンバーマンに突進してくる。
ピョンタ
ブロックを越えてジャンプしながら移動する。
コアメカ
クリスタルが上部に差し込まれている円盤。倒すとクリスタルを落とす。
アースボンバー（ライバル）
声：千葉繁
ダークフォースボンバーの一人。回転突進中は無敵である上、爆弾を誘爆させる効果もある。HP2。
トレント（ボス）
巨大な木が怪物化したボス。木の葉攻撃、しびれ花粉、ボムふらしなどの攻撃をしかけてくる。HP5。

### ワールド2（ヒューヒュースター）
サボテゴロン
目のついたサボテン。ボンバーマンと同じ列に並ぶと倒れかかってくる。HP3。
タイフーン
青色のファン。羽根を飛ばして攻撃してくる。
エレキンボーイ
緑色の髪が特徴の雷小僧。
ザブーン
しずくのような頭を持つ人型の敵。時々水に姿を変えてブロックをすり抜ける。
バトラ
ハゲタカ。設置された爆弾を持ち去り、ボンバーマンの近くに落とす。
マメフーン
爆弾に体当たりして弾き飛ばす緑色のマメのような敵。
サイクロンボンバー（ライバル）
声：菊池志穂
ダークフォースボンバーの一人にして紅一点。竜巻攻撃中は無敵な上、爆弾を吹き飛ばしてしまう。HP3。
バッサリー（ボス）
巨大な扇風機のハネを回転させて何でもバッサリ切り刻んでしまうボス。HP5。「チャレンジゲーム」にもボスとして登場する。

### ワールド3（アチアチスター）
ファラー
障害物を通り抜ける炎を吐く古代人風の敵。
デスパイダー
近づくとクモの巣を吐いてくるが、当たっても少しの間動きが止まるだけで済む。
ハンディ
青い手。近くに爆弾があると投げて回避する。
キノコモルグ
キノコのような敵。胞子を放って攻撃してくる。
ロックン
足の生えた岩。普段はソフトブロックに化けているが、ボンバーマンが近づくと動き出す。
メガドン
目のついた爆弾。時々爆発する。
ファイアーボンバー（ライバル）
声：銀河万丈
ダークフォースボンバーの一人。四方に向かって炎を出したり、火柱攻撃を仕掛けてくる。HP4。
ガンゴロン（ボス）
火山弾が集合したボス。顔の表情によって「火炎攻撃」「火山弾」「ジャンプ攻撃」異なる3種類の攻撃をしかけてくる。『ボンバーマンGB3』の「アチアチステージ」にもボスとして登場するが、攻撃内容は異なる。HP10。

### ワールド4（ブクブクスター）
フィッシュマン
手に持った槍を投げて攻撃してくる。
イソギンチャック
触手を伸ばして攻撃してくるイソギンチャク。
シャークン
ボンバーマンをしつこく追いかけてくるサメ。
アンゴラー
緑色のアンコウ。爆弾を食べたり地中に潜ったりする。潜っている間は爆風が当たらない。『スーパーボンバーマン4』とは異なり倒してもタマゴにならず、乗ることもできない。
シーバルーン
壺を被っているタコ。墨を吐いたり、壺の中に隠れたりする。壺の中に隠れている間は無敵である。
スパーキー
クラゲ。時々動きを止めて放電をする。
アクアボンバー（ライバル）
声：速水奨
ダークフォースボンバーの一人。渦巻き攻撃を仕掛けてくる。
イカリンガー（ボス）
巨大な吸盤による攻撃をしてくるイカのボス。吸盤ハンマーや吸盤バルカンなどでボンバーマンに襲いかかる。『ボンバーマンGB3』の「ブクブクステージ」にもボスとして登場するが、攻撃内容は異なる。

### ワールド5（ブラックスター）
クローマン
鋭い爪が特徴の敵。鉄の爪を伸ばして攻撃してくる。
ソーサー
目のついたUFO。ボンバーマンを見つけるとレーザーを発射する。
ミサイルマン
スキー板のようなものがついたミサイル。ボンバーマンを追いかけてくる。倒すとその場で爆発する。
ホログラボン
偽物のボンバーマン。ボンバーマン同様、爆弾を置いて攻撃してくる。
ガッタイン
最初は4体が連結しているが、ダメージを与えると分裂して別々に動き出す。
ガッシーン
置いてある爆弾を食べてしまう岩。
バグラー（ライバル）
声：永井一郎
ボンバーマンの宿敵であり、宇宙征服を目論む悪の天才科学者。かつてダークフォースボンバーを従えていた悪の錬金術師「ダークボンバー」の輪廻転生した姿である。本作ではダークフォースボンバーを復活させ、悪の限りを尽くす。ボヨヨンボムを投げたり、十字路に爆弾を置いて誘爆させたりしてくる。
ゴッドヘッダー（ボス）
バグラーが乗り込んだメカ。ボンバーマンを追いかける、レーザーでの攻撃、ボンバーマンが設置した爆弾を吸い込んで、ザコキャラ「メガドン」にして撒き散らす攻撃を仕掛けてくる。爆風が足に当たらないとダメージを与えられない。HP10。
ゴッドボンバー（最終ボス）
ゴッドヘッダーが変形した姿。回転している4つのコア全てに3回ずつダメージを与えなければ倒すことができない。レーザー攻撃、ビットレーザー、爆弾を吸ってからの3方向弾などを仕掛けてくる。

## アイテム
今作に登場するアイテムは以下の通りである。操作ボタンに関してはオプションで3つのタイプから選択できるが、本項の記述はタイプ1のものを採用する。

### ノーマルゲーム・バトルゲームに登場するアイテム
ファイアーアップ
爆弾の火力が1ブロック伸びる。最大8。
ボムアップ
1度に設置できる爆弾の数が1増える。最大8。
スピードアップ
移動速度がアップする。最大9。
ゲタ
移動速度が1下がる。
ボムキック
プレイヤーが爆弾に体当たりすると移動方向に爆弾が移動する。△ボタンで止めることもできる。
フルファイアー
爆弾の火力が最大になる。
パワーグローブ
爆弾を持ち上げたり、投げたりすることができる。
ラインボム
□ボタンを押すと持っている爆弾を全て設置できる。
パンチ
爆弾の前で□ボタンを押すと爆弾を前方に飛ばせる。
パワーボム
最初に設置した爆弾1個のみが火力最大のパワーボムになる。
ボヨヨンボム
蹴ったり投げたりした爆弾が、ゴムマリのように弾む。

### ノーマルゲームに登場するアイテム
リモコン
設置した爆弾を×ボタンで好きなときに爆発させることができる。
ボム通過
設置した爆弾の上を通り抜けて移動できる。
無敵スーツ
約8秒間、爆風や敵の攻撃を防ぐことができる。
貫通爆弾
爆風がソフトブロックを貫いて届くようになる。
壁通過
ソフトブロックを通り抜けて移動できるようになる。
タイム
約8秒間、時間や敵の動きが停止する。
1UP
ボンバーマンの残り人数が一人増える。
ハート
ミスを1回だけ回避することができる。

### バトルゲームに登場するアイテム
プッシュ
□ボタンを押すと目の前にいる他のプレイヤーを突き飛ばすことができる。
ドクロ
取るとプレイヤーが病気になる。
- 極端なスピードアップ
- 極端なスピードダウン
- 勝手に爆弾を置く
- 爆弾が置けなくなる
- 止まれなくなる
- 方向キーが反転する
- 爆弾の火力と個数が1になる
- 爆弾が通常より早く爆発する
- 爆弾が通常より遅く爆発する
- プレイヤー同士の配置が変わる。

## 評価
電撃PlayStationソフトレビューでは50、75の125点。レビュアーは「基本は今まで通りで操作感も同じ、3Dならではのギミックがうれしい、パーティプレイは盛り上がれる」としたが、「斜め上に視点に難ありで距離感が分かり辛くミスを繰り返してしまいそれがボス戦では顕著、1人プレイは変わらず単調、新要素が少なく過去作の方がシンプルでいい」ともした。
GameSpotは5.2/10のスコアで悪くはないがシリーズを代表するような出来ではなく、PS最初のボンバーマンとしては新規プレイヤーたちを驚かせることはできておらず、次作では現状から脱却することを期待した。
IGNは7.8/10のスコアでバランスがやや良く、操作はシンプルでレイアウトもやや良い、グラフィックも複雑ではなくロード時間も気にならない、1人プレイではCOMが強いためマルチプレイモードを勧めた。

## 移植版
| No. | タイトル                      | 発売日         | 対応機種                                         | 開発元   | 発売元   | メディア | 型式 | 備考                                                           | 出典   |
| --- | ----------------------------- | -------------- | ------------------------------------------------ | -------- | -------- | -------- | ---- | -------------------------------------------------------------- | ------ |
| 1   | ボンバーマンコレクションVOL.1 | 2002年12月19日 | Windows 98・Windows 2000・Windows Me・Windows XP | ハドソン | ハドソン |          |      | 北米版「BOMBERMAN COLLECTION」と同一内容のため、海外版を収録。 | [ 10 ] |

## 関連書籍
- ボンバーマンワールド 公式ガイドブック
  - 1998年、小学館発行、ISBN 4-09-102607-9。むさしのあつしによる4コマ漫画が掲載されている。本中に掲載されているCGイラストはボンバーマンシリーズの美術設定責任者である水野祥司が手掛けている。
- 新ボンバーマン全百科
  - 1998年、小学館発行、ISBN 4-09-281159-4。ボンバーマンシリーズのプロデューサー藤原茂樹とキャラクターデザイナー水野祥司の開発者インタビューが掲載されている。